# Embraer/FMA CBA 123 Vector
El Embraer/FMA CBA 123 Vector fue un avión turbohélice diseñado para servicios regionales, pudiendo llevar hasta 19 pasajeros. El avión fue desarrollado por un consorcio entre la compañía brasileña Embraer y la argentina Fábrica Militar de Aviones (en aquel momento, industria del estado), motivo por el que se incorporaron las siglas "CBA" a su nombre, que significan "Cooperación Brasil-Argentina". El avión fue uno de los turbohélice más modernos de su tiempo, incluyendo novedades tecnológicas en cuanto a aviónica, aerodinámica y propulsión.

## Desarrollo

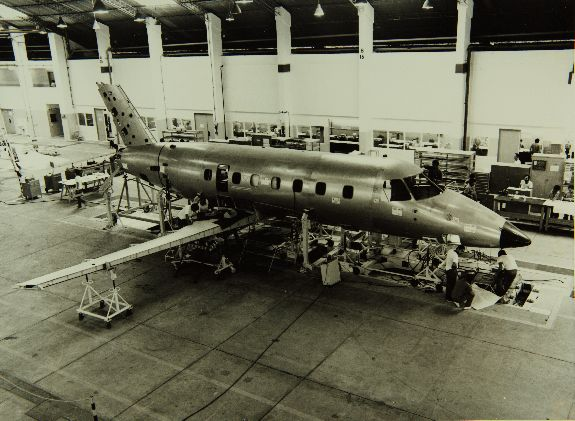
CBA-123 Vector.

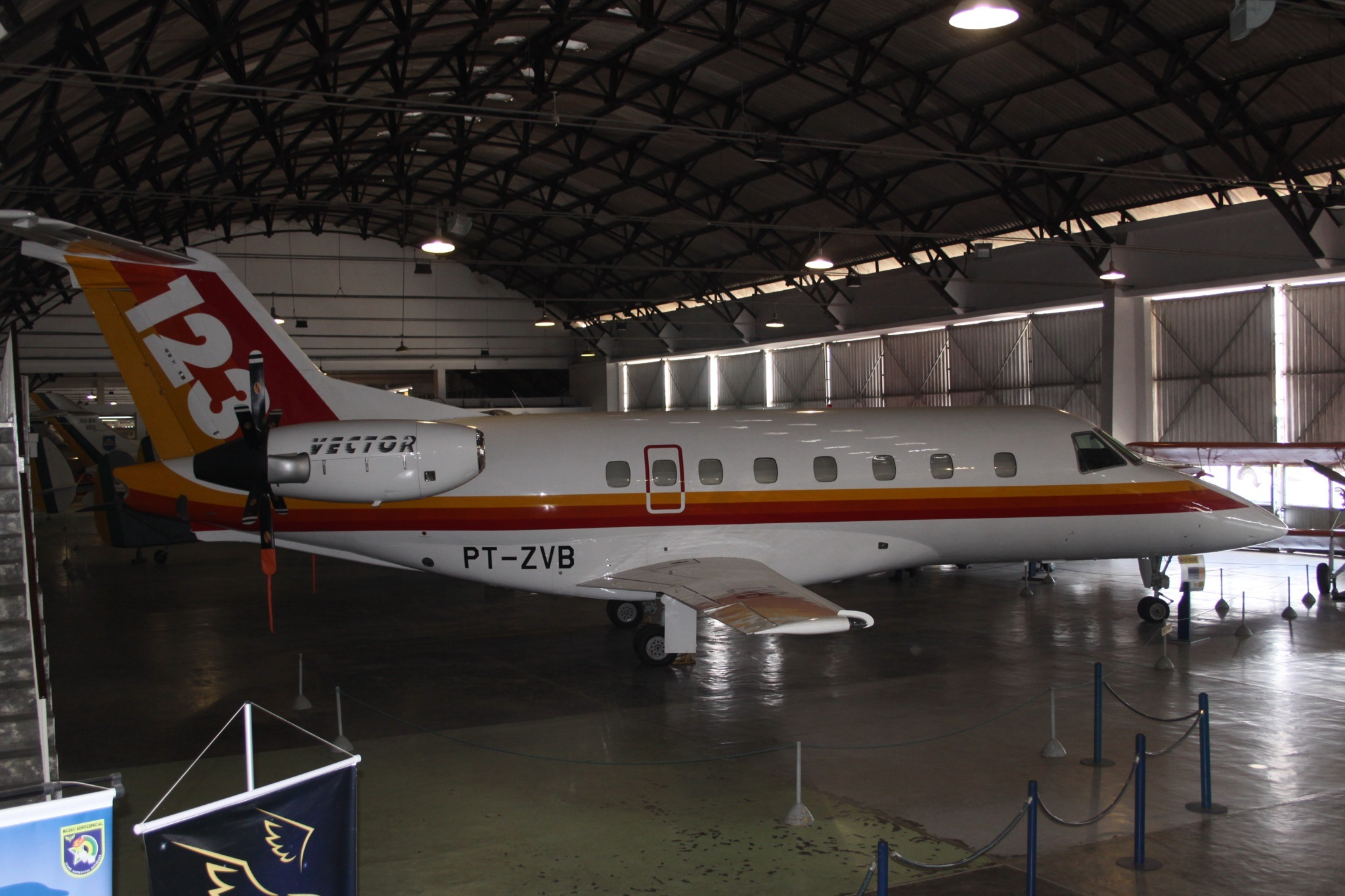
Embraer 123 en la Base Aérea Campo Dos Afonsos.

En 1985, la integración económica de Sudamérica parecía avanzar con la buena marcha de las negociaciones para la formación del Mercosur entre los gobiernos brasileño y argentino. En 1986 y como medio para reforzar la cooperación entre ambos países surgió la propuesta de desarrollo conjunto de un avión entre Embraer y FMA.
Los costes y la carga de trabajo sería distribuidas entre Embraer y FMA en una proporción 2:1. El diseño incluía componentes de alta tecnología: motores punteros de empuje (con las hélices "hacia atrás", en contraposición a los motores clásicos, que generan una corriente de aire que "tira" del avión), alas de perfil supercrítico, control de motores FADEC y sistemas de aviónica EICAS y EFIS. El nombre "Vector" fue elegido en un concurso internacional entre más de 6000 propuestas.
El primer prototipo del Vector voló por primera vez el 18 de julio de 1990 sin problemas. A la presentación oficial, que tuvo lugar el 30 de julio de 1990, asistieron los entonces presidentes de Brasil, Fernando Collor de Mello y Argentina, Carlos Menem.

## Retirada

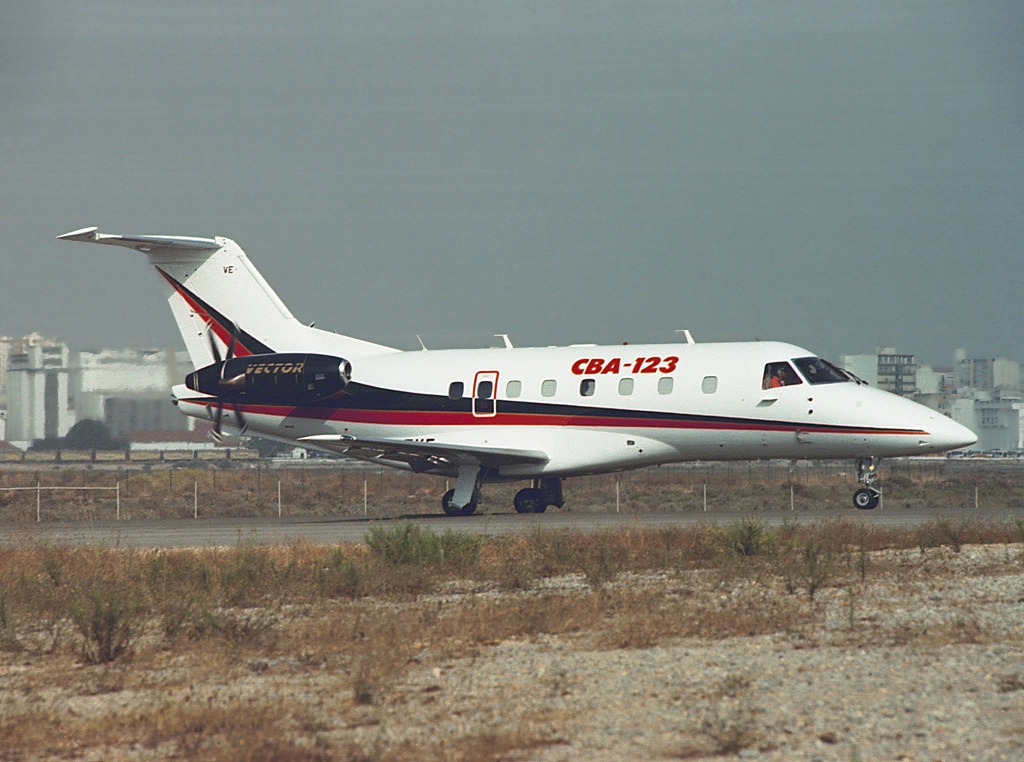
CBA-123 Vector

Desgraciadamente para Embraer y FMA, la alta tecnología que debía haber asegurado el éxito del CBA 123 fue el motivo de su fracaso y retirada. El coste final del aparato, 5 millones de dólares USA, era demasiado alto para que fuese asumido por el mercado en general. A este problema hubo que añadir la dificultad de que el gobierno brasileño siguiera invirtiendo dinero debido a la crisis política derivada del proceso de destitución de Fernando Collor de Mello.
El proyecto de CBA 123 Vector, que costó 300 millones de dólares USA, fue cancelado con sólo dos prototipos construidos. El tercer prototipo se halla almacenado en Argentina con un 80%de grado de avance. Pese al fracaso, el proyecto supuso para Embraer alcanzar la madurez en su trabajo con alta tecnología, que la llevaría al desarrollo de la exitosa serie de reactores Embraer 145
Por su parte Argentina había tomado la decisión política de cancelar el proyecto preexistente IA 68 ATL, para comenzar el desarrollo del IA 70 en conjunto con Brasil. El IA 68 estaba siendo desarrollado en colaboración con Dornier (con quien había desarrollado el IA 63 Pampa) y estaba en avanzado estado de desarrollo. La cancelación tanto del IA 68, como la del IA 70 / CBA 123 supuso un duro golpe para la industria aeronáutica argentina.

## Especificaciones

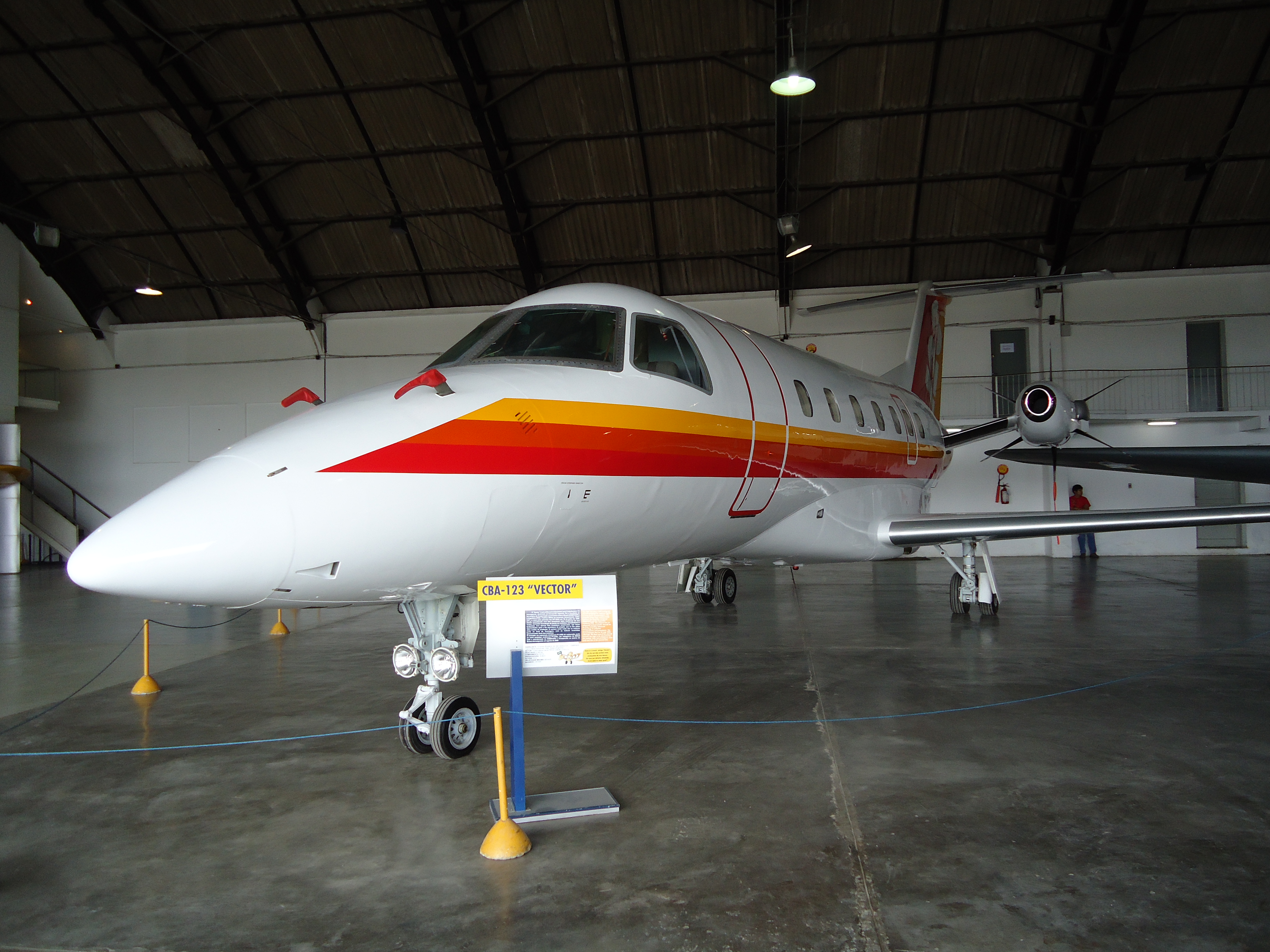
CBA-123 VECTOR

### Características generales
- Tripulación: 2
- Capacidad: 19 pasajeros
- Longitud: 18,5 m (60,7 ft)
- Envergadura: 16,5 m (54 ft)
- Altura: 5,6 m (18,4 ft)
- Peso vacío: 4900 kg (10 799,6 lb)
- Peso máximo al despegue: 7711 kg (16 995 lb)
- Planta motriz: 2× turbohélice Garrett Systems TPF351-20A.
  - Potencia: 909 kW (1253 HP; 1236 CV) cada uno.
- Hélices: 1× hélice de paso variable por motor.

### Rendimiento
- Velocidad máxima operativa (Vno): 593 km/h (368 MPH; 320 kt)
- Alcance: 1610 km (869 nmi; 1000 mi)
- Techo de vuelo: 12 192 m (40 000 ft)